# ランファン・プラザ駅
ランファン・プラザ駅（ランファン・プラザえき、英: L'Enfant Plaza Station）はアメリカ合衆国ワシントンD.C.のサウスウェスト・フェデラル・センター地区にあるワシントンメトロの駅。1977年7月1日に開業し、ワシントン首都圏交通局 (WMATA) によって運営されている。当駅は乗換駅であり、上層階（単式ホーム2面2線）ではグリーンラインとイエローラインに、下層階（島式ホーム1面2線）ではブルーラインとオレンジライン、シルバーラインに乗り換えることができる。当駅の北側ではイエローラインとグリーンラインが線路を共有している。当駅にはワシントンメトロの6路線のうちレッドラインを除く5路線が乗り入れている。

## 概要

### 所在地

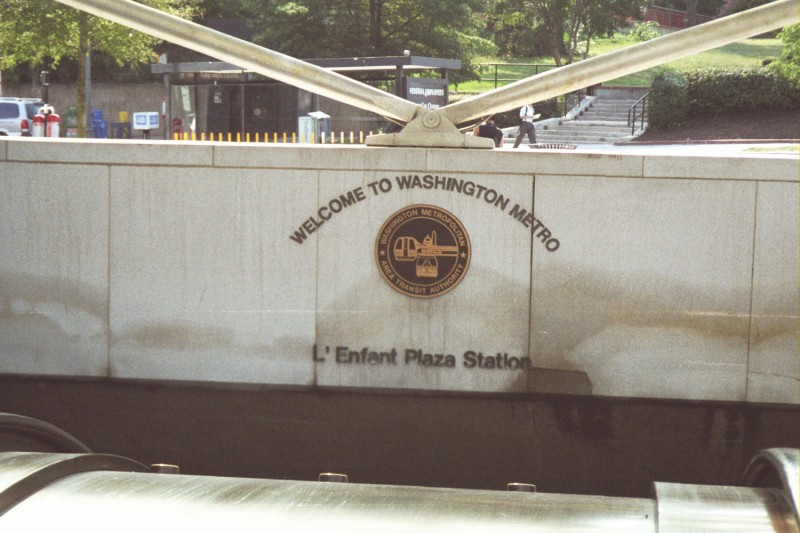
地下鉄駅の出入口

当駅はワシントン南西部（サウスウェスト・ワシントン）に位置し、出入口はそれぞれDストリートの6丁目と7丁目に挟まれた区間、7丁目とメリーランド・アベニューの交差点、ランファン・プラザのコンコース上・9丁目とDストリートの交差点にある。連邦政府の建物が密集する地区の中心にあり、ポトマック川を横断してバージニア州やワシントンの中心部へ容易に行き来できるため利用者数が多い。駅名はワシントンD.C.の基本計画案を作成したフランス系アメリカ人のピエール・シャルル・ランファン（ピーターとも）にちなむ。

### VREの駅

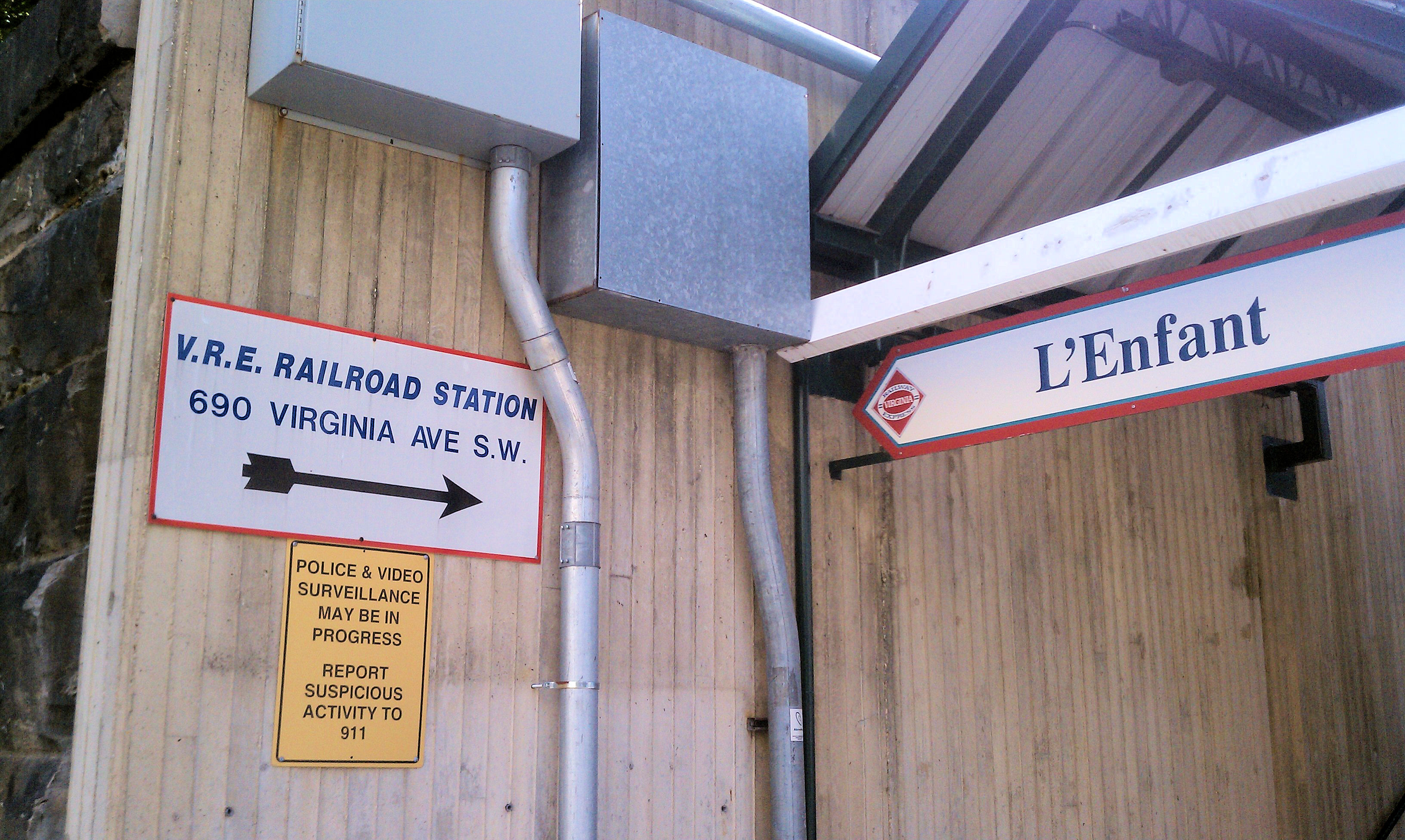
VREのランファン駅

地下鉄駅のすぐ上、バージニア・アベニューの6丁目と7丁目に挟まれた区間にはバージニア急行鉄道 (VRE) のランファン駅があり、フレデリックスバーグやブリストウのマナサス地域空港へ向かう通勤列車が停車する。多くのアムトラックの列車は当駅を経由するが停車しない。構造は1面3線であり、北側に単式ホームが1つある。駅の両側にはそれぞれ6丁目と7丁目に続く歩道がある。

## 歴史
当駅は1977年7月1日、ブルーラインのナショナル空港-RFKスタジアム間（11.8マイル）が開通した際に他の16駅と同時に開業した。1978年11月20日にはオレンジラインが、1983年4月30日にはイエローラインが、1991年5月11日にはグリーンラインが、2014年7月26日にはシルバーラインが開業し、それぞれ開通と同時に当駅に停車するようになった。このため当駅は昔に建設された下層階は島式ホーム、上層階は単式ホームというユニークな構造になっている。
2015年1月12日、駅に煙が立ち込め午後のラッシュ時間帯に駅が閉鎖された。これにより1人が死亡し、84人が病院で手当てを受けた。グリーンラインとイエローラインは一時運転を見合わせたが、ブルーライン、オレンジライン、シルバーラインはランファン・プラザを通過し通常通り運転を続けた。

## 駅周辺
- ランファン・プラザ
- ナショナル・モール
- スミソニアン博物館群
  - 芸術産業館（現在閉鎖中）
  - ハーシュホーン博物館と彫刻の庭
  - 国立航空宇宙博物館
- 連邦政府ビル群
  - ジェームズ・V・フォレスタル・ビルディング - エネルギー省本部
  - ロバート・C・ウィーバー連邦政府ビル - 住宅都市開発省本部
  - 連邦航空局
  - アメリカ合衆国郵便公社